# Newenden
Newenden – wieś w Anglii, w hrabstwie Kent, w dystrykcie Ashford. Leży 29 km na południe od miasta Maidstone i 76 km na południowy wschód od centrum Londynu. W 2001 miejscowość liczyła 193 mieszkańców.